# Ærarium
Dans la Rome antique, l’Ærarium est le trésor public (spécialement durant la République). Il tire son nom d’aes, le bronze en latin. Avec l’instauration du principat d'Auguste et le début de l’Empire, l’ærarium devient le trésor géré par le Sénat.
Le trésor abritait les monnaies et les ressources des finances de l’État ainsi que les lois gravées dans le bronze, les décrets du Sénat, et d’autres registres importants. 
Ce trésor public était entreposé dans le temple de Saturne, au Forum Romain, sur le versant oriental du Capitole. 

## République
Sous la République, il était à la charge des questeurs urbains, sous la supervision du Sénat. Cette disposition a perduré jusqu’à 28 av. J.-C. (excepté en 43 av. J.-C., année où aucun questeur ne fut désigné).
En plus du trésor public, alimenté par les impôts et destiné à la dépense ordinaire, les fonds exceptionnels (aerarium sanctius) étaient eux aussi conservés au temple de Saturne, qui recueillait un tiers du butin de guerre des légions. Ces fonds exceptionnels étaient aussi alimentés par un impôt de 5 % versé en or prélevé sur la valeur de tous les esclaves affranchis (source établie par la lex Manillia, en 357 av. J.-C.). Sauf cas de nécessité extrême (ad ultimos casus), on ne touchait pas à ces fonds. Ils furent par exemple utilisés pendant la deuxième guerre punique ou pour Pompée puis Jules César en -49. Selon Pline l'Ancien, lorsque César s'en empara, le trésor public se montait à 15 000 livres d'or en lingots, 35 000 livres d'argent également en lingots et 40 millions de sesterces.
Les tribuni ærarii (tribuns du trésor) sont l’objet de beaucoup de discussions. Certains supposent qu’ils se confondent avec les curatores tribuum ; qu'ils sont les officiels chargés[pas clair], dans l’organisation de Servius Tullius, de lever l’impôt de guerre (le tributum) dans les tribus, et le cens, pour les ærarium. Ils étaient aussi les caissiers des chevaliers et des soldats en service de chaque tribu. De 70 à 46 av. J.-C., les tribuns du trésor furent admis comme jurés dans les tribunaux devant juger les promagistrats, en plus des sénateurs et des chevaliers. Ils formaient donc un ordre dont nous ignorons presque tout. Il s'agissait alors sans doute d'individus riches et respectables qui pouvaient avancer de l'argent à la République si le besoin s'en faisait sentir, notamment pour verser la solde aux armées.

## Empire
Sous l’Empire, le Sénat garde la gestion nominale de l’ærarium, les empereurs ayant un trésor séparé, le fiscus. Avec le temps, le pouvoir des empereurs s'accrut, et cette distinction entre trésor du Sénat et trésor de l’empereur cessa pratiquement.
En 28 av. J.-C., Auguste transféra l'ærarium au préfet de l'ærarium, choisi chaque année par le Sénat parmi les anciens préteurs. En -23, il est remplacé par deux préteurs (praetor aerari et praetor ad aerarium).
Auguste créa, en 6, un trésor militaire, nommé l’ærarium militare, recevant tous les impôts prélevés pour l’entretien de l’armée, y compris les pensions pour les légionnaires invalides et retraités. Il était cependant largement alimenté par l’empereur lui-même, les impôts sur les ventes publiques et sur les héritages. Trois préfets, les præfecti ærarii militaris, le géraient. Ils sont d’abord tirés au sort, puis désignés par l’Empereur, parmi les sénateurs de rang prétorien, pour trois ans. Les derniers empereurs avaient également un ærarium privatum, pour leur propre usage, mais géré dans l’intérêt de l'empire.
Claude rétablit la questure en 44, mais il s’attribue leur nomination, et porte leur durée en poste à trois ans. En 56, Néron leur substitue à nouveau deux ex-préteurs, choisis de la même manière.